# Montreal Daily Mail
Le Montreal Daily Mail est un journal quotidien anglophone québécois publié à Montréal du 8 octobre 1913 au 31 août 1917.  
Il est à l'origine de l'affaire Mousseau-Bérard-Bergevin qui éclate en janvier 1914 et entraîne la démission d'un député et de deux conseillers législatifs.